# Jane Spitfire
Jane Spitfire (ou A deliciosa e sangrenta aventura latina de Jane Spitfire) é um romance de espionagem satírico escrito por Augusto Boal, renomado teatrólogo brasileiro conhecido por ter criado o Teatro do oprimido. Este livro é inspirado nas típicas histórias de espião famosas na década de sessenta e setenta, como as do James Bond de Ian Fleming. O livro foi escrito em 1975, durante o exílio do autor na Argentina, que pressentia um golpe que derrubaria do poder Isabel Perón, golpe este que contaria com a intervenção dos Estados Unidos. O livro só seria publicado um ano depois, contudo, com o apoio do Pasquim e com ilustrações de Guidacci.
No prefácio ao livro, Boal afirma que desejava relatar os acontecimentos políticos nos países da América Latina e desejava estudar as técnicas e clichês do gênero do romance de espionagem; ambas as coisas já haviam sido feitas separadamente - restava fazer as duas ao mesmo tempo: isto é, relato e crítica políticos associados à exploração formal. A experiência com tal tipo de obra teria sido adquirida durante a época em que o autor trabalhou como tradutor de tais histórias para a revista de suspense e crime X9.

## Enredo
Janet Cartwright é uma dona de casa norte-americana comum e submissa ao marido, que prepara com dedicação a festa de aniversário de seus filhos gêmeos. A festa, contudo, é interrompida quando Janet recebe uma ligação urgente. Ela sai da festa após se despedir apressadamente de seus filhos e marido, sem dar maiores explicações. O que sua família não sabe é que ela é, na verdade, Jane Spitfire, uma espiã infalível e inabalável, de inteligência, força, velocidade e recursos quase sobre-humanos. Convocada por seu chefe para uma missão urgente, ela é enviada à Happilândia (do inglês happy, ou seja, feliz), país da América Latina que se tornou uma ameaça devido à felicidade geral que estava sendo alcançada por seu povo. Para tanto, ela deve recuperar as cinco fórmulas que revelarão aos governantes do país como concretizer esta felicidade. A espiã se envolve em uma sequência de situações esdrúxulas e impossíveis, sempre com violência e sexo, das quais sai invariavelmente vitoriosa. Por fim, Jane consegue reunir as cinco fórmulas, que entrega a golpistas militares que tomam o poder no país através de uma revolução.

## Crítica
Publicado em épocas de ditadura militar, o romance foi uma espécie de desabafo. Para alguns críticos, o livro permanece atual, mesmo depois de trinta anos de sua publicação, servindo ainda até de crítica à política internacional de George W. Bush (em especial em relação à Guerra do Iraque). O próprio Boal afirmou, por ocasião da segunda edição do romance: "Não mudaria nada, se tivesse de escrevê-la hoje. Porque o Iraque é apenas a última geração de uma lista em que o Brasil e a Argentina são alguns dos precursores desse golpismo ianque.". Para outros, a crítica do romance já estaria envelhecida, formando apenas um conjunto de clichês de esquerda envelhecidos.

## Edições
- BOAL, Augusto. Jane Spitfire. Rio de Janeiro: Editora Codecri, 1976.
- BOAL, Augusto. Jane Spitfire. São Paulo: Geração Editoral, 2003. Coleção Carpe Diem.